# Albertrandi
Albertrandi (Albertrandy) – polski herb szlachecki z nobilitacji.

## Opis herbu
Tarcza dzielona w pas. W polu górnym, czerwonym orzeł srebrny w lewo. W polu dolnym, błękitnym drzewo zielone o czterech korzeniach, między dwoma liliami srebrnymi. Brak informacji o klejnocie i labrach.

## Najwcześniejsze wzmianki
Herb nadany w 1776 roku Janowi Chrzcicielowi Albertrandiemu.

## Herbowni
Jan Chrzciciel Albertrandi.